# NGC 5335
إن جي سي 5335 (بالألمانية: NGC 5335) التي يرمز لها بالرمز NGC 5335، هي مجرة، في كوكبة العذراء.

## الاكتشاف
اكتشفت في 9 أبريل 1828، بواسطة جون هيرشل.